# Oxyrhopus trigeminus
Oxyrhopus trigeminus és una espècie de serp de la família Dipsadidae, pròpia de Sud-amèrica. La seva coloració imita la serp de corall verinosa Micrurus frontalis. Es troba al Brasil (incloent-hi l'illa de Marajó), Paraguai, Bolívia i el Perú.

## Publicació original
- Duméril, Bibron & Duméril, 1854 : Erpétologie générale ou histoire naturelle complète des reptiles. Tome septième. Deuxième partie, p. 781-1536 (texte intégral).